# 신앙촌 (천부교)
신앙촌(信仰村)은 천부교 신도들이 거주하는 마을이다. 1957년부터 천부교 창시자 박태선의 주도로 경기도 부천시, 경기도 남양주시, 부산광역시 기장군에 차례로 신앙촌이 건설되었으며, 2000년 이후 제1, 제2신앙촌이 재개발되면서 현재는 부산 기장신앙촌이 남아있다. 또한 신앙촌은 천부교에서 운영하는 기업의 상표로도 쓰인다.

## 신앙촌의 역사

### 소사신앙촌
제1신앙촌이라고도 한다. 1957년 11월 1일에 경기도 부천군 소사읍 범박리(현 부천시 소사구 범박동) 일대에 착공된 최초의 신앙촌이다. 약 1만여 명이 입주하였으며, 마을 안에 각종 생활용품 및 악기를 생산하는 공장을 설립하기도 하였다. 마을 내의 주요 시설들이 노후되면서 2000년부터 재개발되어 현재는 범박동 현대홈타운 아파트가 들어서있다.

### 덕소신앙촌
제2신앙촌이라고도 하며, 1962년 7월 21일 경기도 양주군 와부면(현 남양주시 와부읍) 덕소리 일대에 착공되었다. 소사신앙촌에 있던 생산공장들을 이전하고, 약 6천여 명이 입주하였다. 이곳에서는 소사신앙촌에서 생산하던 품목 외에 철강 등 중공업 분야 공장까지 건설되었다. 2001년 재개발되어 현재 덕소 두산위브 아파트가 들어섰다.

### 기장신앙촌
제3신앙촌으로 불리는 기장신앙촌은 1970년 2월 28일 경상남도 동래군 기장면(현 부산광역시 기장군 기장읍) 죽성리 일대에 세워졌다. 50여 개의 생산공장을 세우고 약 5천여 명이 입주하였다. 1971년 12월 29일 이 지역 일대가 개발제한구역으로 지정되어 추가 시설 확장은 중단되었으며, 2000년대 이후 소사 및 덕소신앙촌이 재개발되어 현재 남아있는 유일한 신앙촌이다.

## 기업 활동
1957년 부천에 신앙촌이 처음 건설되면서부터 신앙촌에는 기업과 생산 공장이 세워졌고, 이후 신앙촌 기업은 신앙촌 주민들의 일자리 창출에 기여하면서 동시에 현재 시온그룹이라는 기업집단으로 발전하였다.
또한 신앙촌 계열사인 시온합섬은 제9회 수출의 날(1972년 11월 30일)과 제10회 수출의 날(1973년 11월 30일)에 각각 석탑 및 철탑 산업 훈장을 수상하기도 했다.

## 계열사 및 외부 링크
- 신앙촌 브랜드 사이트: 신앙촌식품, 생명물식품, 신앙촌소비조합, 한일물산 제품을 소개하고 있다.
- 오리엔스금속 홈페이지 보관됨 2013-05-18 - 웨이백 머신 : 신앙촌 계열의 자동차/기계 부품 제조업체
- 시온고등학교 홈페이지 보관됨 2008-05-01 - 웨이백 머신 : 신앙촌 계열의 학교
- 시온식품과학고등학교 홈페이지 : 신앙촌 계열의 학교 (前 시온실업고등학교)